# Ґоравіно
Ґоравіно (пол. Gorawino, нім. Gervin) — село в Польщі, у гміні Римань Колобжезького повіту Західнопоморського воєводства.
Населення — 668 осіб (2011).

## Демографія
Демографічна структура станом на 31 березня 2011 року:
|          | Загалом | Допрацездатний вік | Працездатний вік | Постпрацездатний вік |
| -------- | ------- | ------------------ | ---------------- | -------------------- |
| Чоловіки | 326     | 70                 | 236              | 20                   |
| Жінки    | 342     | 71                 | 211              | 60                   |
| Разом    | 668     | 141                | 447              | 80                   |